# Campeonato Mundial de Halterofilismo de 2018 - Até 59 kg feminino
A categoria até 59 kg feminino foi um evento do Campeonato Mundial de Halterofilismo de 2018, disputado na Arena de Halterofilismo de Asgabade, em Asgabade, no Turquemenistão, entre 3 e 4 de novembro de 2018. 

## Calendário
Horário local (UTC+5)
| Dia           | Horário | Fase    |
| ------------- | ------- | ------- |
| 3 de novembro | 22:00   | Grupo C |
| 4 de novembro | 12:00   | Grupo B |
| 4 de novembro | 17:25   | Grupo A |

## Medalhistas
| Evento    | Ouro                 | Ouro   | Prata                 | Prata  | Bronze            | Bronze |
| --------- | -------------------- | ------ | --------------------- | ------ | ----------------- | ------ |
| Arranque  | Kuo Hsing-chun (TPE) | 105 kg | Hoàng Thị Duyên (VIE) | 103 kg | Rebeka Koha (LAT) | 103 kg |
| Arremesso | Chen Guiming (CHN)   | 133 kg | Kuo Hsing-chun (TPE)  | 132 kg | Mikiko Ando (JPN) | 131 kg |
| Total     | Kuo Hsing-chun (TPE) | 237 kg | Chen Guiming (CHN)    | 231 kg | Rebeka Koha (LAT) | 227 kg |

## Recordes
Antes desta competição, o recorde mundial da prova era o seguinte:
| Recorde         | Tipo      | Atleta         | Peso   | Local | Data                  |
| Recorde Mundial | Arranque  | Padrão mundial | 104 kg |       | 1 de novembro de 2018 |
| Recorde Mundial | Arremesso | Padrão mundial | 131 kg |       | 1 de novembro de 2018 |
| Recorde Mundial | Total     | Padrão mundial | 232 kg |       | 1 de novembro de 2018 |

Os seguintes novos recordes foram estabelecidos durante esta competição.
| Arranque  | 105 kg | Kuo Hsing-chun (TPE) | Recorde mundial |
| Arremesso | 132 kg | Kuo Hsing-chun (TPE) | Recorde mundial |
| Arremesso | 133 kg | Chen Guiming (CHN)   | Recorde mundial |
| Total     | 233 kg | Kuo Hsing-chun (TPE) | Recorde mundial |
| Total     | 237 kg | Kuo Hsing-chun (TPE) | Recorde mundial |

## Resultado
Os resultados foram os seguintes. 
| Pos.              | Atleta                      | Grupo | Arranque (kg) | Arranque (kg) | Arranque (kg) | Arranque (kg)     | Arremesso (kg) | Arremesso (kg) | Arremesso (kg) | Arremesso (kg)    | Total |
| Pos.              | Atleta                      | Grupo | 1             | 2             | 3             | Resultado         | 1              | 2              | 3              | Resultado         | Total |
| ----------------- | --------------------------- | ----- | ------------- | ------------- | ------------- | ----------------- | -------------- | -------------- | -------------- | ----------------- | ----- |
| Medalha de ouro   | Kuo Hsing-chun (TPE)        | A     | 100           | 103           | 105           | Medalha de ouro   | 128            | 132            | 132            | Medalha de prata  | 237   |
| Medalha de prata  | Chen Guiming (CHN)          | A     | 98            | 103           | 103           | 5                 | 130            | 133            | 140            | Medalha de ouro   | 231   |
| Medalha de bronze | Rebeka Koha (LAT)           | A     | 98            | 102           | 103           | Medalha de bronze | 117            | 121            | 124            | 6                 | 227   |
| 4                 | Pimsiri Sirikaew (THA)      | A     | 100           | 100           | 104           | 4                 | 121            | 125            | 128            | 5                 | 225   |
| 5                 | Mikiko Ando (JPN)           | A     | 93            | 97            | 97            | 11                | 124            | 127            | 131            | Medalha de bronze | 224   |
| 6                 | Hoàng Thị Duyên (VIE)       | B     | 95            | 100           | 103           | Medalha de prata  | 113            | 117            | 120            | 7                 | 223   |
| 7                 | Chinenye Fidelis (NGR)      | C     | 80            | 85            | 90            | 14                | 115            | 120            | 125            | 4                 | 215   |
| 8                 | Acchedya Jagaddhita (INA)   | A     | 93            | 93            | 96            | 6                 | 112            | 116            | 118            | 9                 | 212   |
| 9                 | Izabella Yaylyan (ARM)      | A     | 90            | 90            | 95            | 10                | 110            | 115            | 118            | 10                | 210   |
| 10                | Quisia Guicho (MEX)         | A     | 88            | 91            | 91            | 19                | 118            | 122            | 126            | 8                 | 206   |
| 11                | Saule Saduakassova (KAZ)    | A     | 85            | 90            | 93            | 16                | 112            | 112            | 115            | 11                | 205   |
| 12                | Jessica Lucero (USA)        | B     | 88            | 88            | 91            | 13                | 109            | 113            | 117            | 12                | 204   |
| 13                | Dora Tchakounté (FRA)       | B     | 88            | 92            | 95            | 8                 | 105            | 108            | 110            | 19                | 203   |
| 14                | Olga Te (RUS)               | B     | 90            | 95            | 98            | 7                 | 105            | 108            | 108            | 20                | 203   |
| 15                | Tali Darsigny (CAN)         | C     | 86            | 89            | 91            | 12                | 106            | 111            | 113            | 13                | 202   |
| 16                | Sabine Kusterer (GER)       | B     | 87            | 89            | 91            | 18                | 106            | 109            | 109            | 16                | 198   |
| 17                | Maria Grazia Alemanno (ITA) | A     | 88            | 90            | 92            | 17                | 108            | 110            | 110            | 21                | 198   |
| 18                | Ham Eun-ji (KOR)            | B     | 82            | 86            | 89            | 20                | 111            | 117            | 117            | 14                | 197   |
| 19                | Ayşegül Çakın (TUR)         | B     | 82            | 86            | 86            | 21                | 110            | 110            | 113            | 15                | 196   |
| 20                | Yuderqui Contreras (DOM)    | B     | 86            | 88            | 90            | 15                | 105            | 109            | 109            | 26                | 195   |
| 21                | Carolina Lugo (MEX)         | B     | 85            | 88            | 88            | 22                | 108            | 112            | 112            | 18                | 193   |
| 22                | Seo Jeong-mi (KOR)          | B     | 85            | 90            | 90            | 23                | 105            | 110            | 110            | 25                | 190   |
| 23                | Angelica Roos (SWE)         | B     | 80            | 82            | 84            | 27                | 103            | 106            | 106            | 22                | 188   |
| 24                | Mouna Skandi (ESP)          | C     | 79            | 82            | 84            | 24                | 100            | 103            | 105            | 24                | 187   |
| 25                | Marianne Saarhelo (FIN)     | C     | 80            | 82            | 85            | 25                | 98             | 102            | 104            | 28                | 184   |
| 26                | Þuríður Helgadóttir (ISL)   | C     | 79            | 83            | 83            | 29                | 99             | 102            | 105            | 23                | 184   |
| 27                | Amalie Løvind (DEN)         | C     | 77            | 80            | 82            | 26                | 97             | 100            | 102            | 30                | 182   |
| 28                | Gilyeliz Guzmán (PUR)       | C     | 74            | 79            | 83            | 30                | 93             | 98             | 103            | 27                | 182   |
| 29                | Darya Tseveleva (BLR)       | C     | 75            | 80            | 80            | 31                | 95             | 100            | —              | 29                | 175   |
| 30                | Sarit Kalo (ISR)            | C     | 73            | 73            | 73            | 32                | 92             | 95             | 98             | 31                | 168   |
| 31                | Nastasja Štesl (SLO)        | C     | 68            | 72            | 75            | 33                | 88             | 91             | 92             | 32                | 160   |
| —                 | Natalia Khlestkina (RUS)    | A     | 90            | 95            | 99            | 9                 | —              | —              | —              | —                 | —     |
| —                 | Ine Andersson (NOR)         | C     | 77            | 80            | 82            | 28                | 102            | 102            | 102            | —                 | —     |
| —                 | Flavia Reyes (PUR)          | C     | 82            | 82            | 82            | —                 | 108            | 115            | 115            | 17                | —     |